# Гігроцибе ковпакоподібна
Гігроцибе ковпакоподібна (Hygrocybe calyptriformis) — рідкісний вид грибів роду гігроцибе (Hygrocybe). Гриб класифіковано у 1889 році.

## Будова
Гладка волокниста шапка спочатку видовжена, гостроконічна, пізніше розпростерта 2–7 см у діаметрі, з піднятими догори краями, з гострим горбком. Колір варіюється від блідо- до яскраво-рожевого, червонувато- чи лілувато-рожевого, помаранчевого. У вологому стані, клейка, пізніше дуже суха. Край шапки рівний чи городчастий, пізніше глибоко розтріскується на частини. Рідкі вузькі пластинки зустрічаються від прикріплених до майже вільних. Спочатку вони світло-рожеві, з віком вицвітають до білих. Гола шовковиста порожниста дуже ламка ніжка 4–15×0,4–1 см, однакова за товщиною по всій довжині або ж донизу дещо потовщується. Колір ніжки білий, кремуватий чи навіть трохи лілуватий. М'якуш тонкий має колір поверхні шапки, не має особливого запаху, на смак приємний.

## Життєвий цикл
Гумусовий сапротроф. Плодові тіла з'являються у вересні — листопаді.

## Поширення та середовище існування
Європа, Азія (Японія), Північна Америка. В Україні відомий у Лівобережному Лісостепу.

## Практичне використання
Їстівний гриб 4 категорії, з низькими смаковими якостями. Використовується після 15-ти хвилинного відварювання, вареним, смаженим, маринованим[джерело?].

## Природоохоронний статус
Включений до третього видання Червоної книги України (2009 р.).